# Final Fantasy VII: Before Crisis
Final Fantasy VII: Before Crisis е част от серията японски ролеви игри Final Fantasy. Разработена и издадена от Square Enix през 2004 г. най-вече за мобилни телефони.
На конаференция малко преди началото на E3 за 2005 година, компанията производител обявява, че играта ще се появи и във версия на английски език в САЩ през 2006 г. Before Crisis излиза на английски език със забавяне през 2007 г.